# Teesside

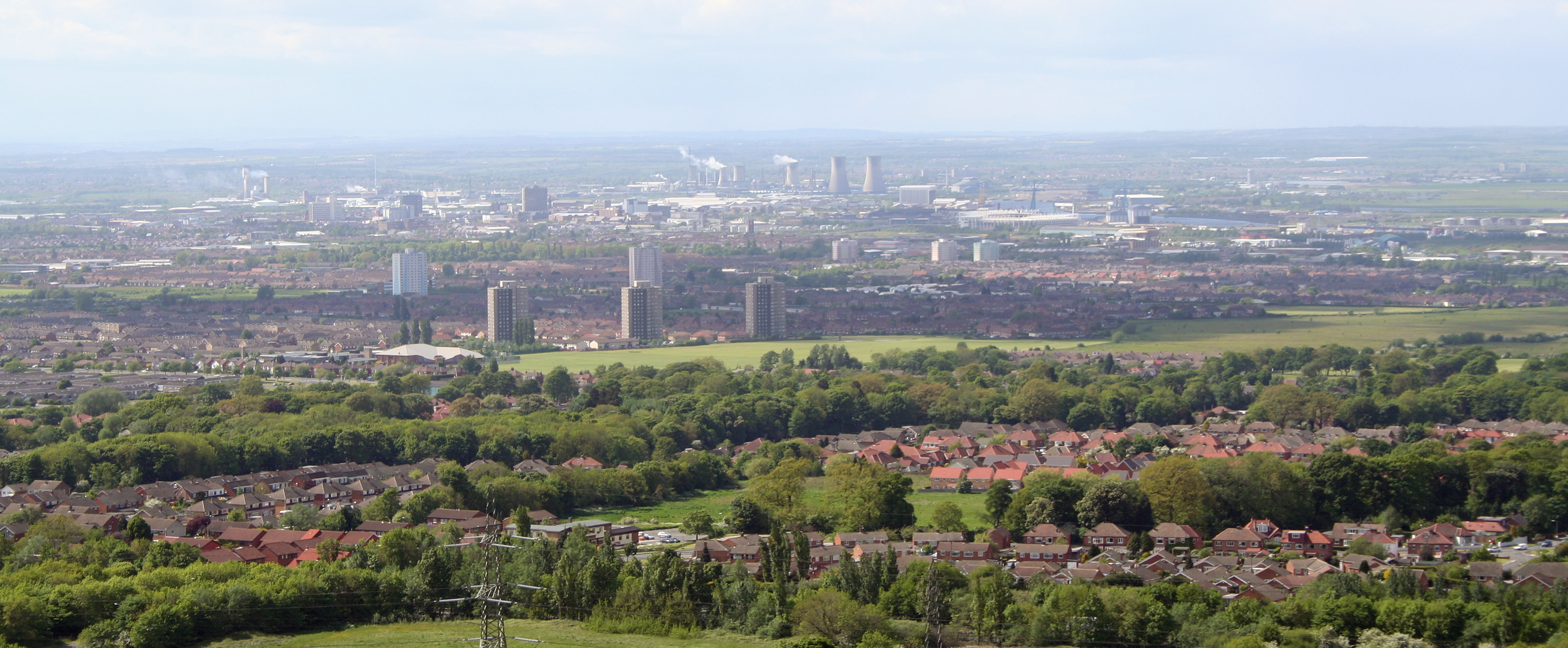
Panorama van Middlesbrough

De Teesside is een conurbatie in het noordoosten van Engeland en omvat de steden Middlesbrough, Stockton-on-Tees, Redcar en Billingham. Van 1969 tot 1974 vormde de Teesside een borough. De naam is afgeleid van de rivier de Tees, die hier in de Noordzee uitmondt. De Teesside was in de 20e eeuw een belangrijke vestigingsplaats voor de zware industrie, maar sinds de crisis in deze bedrijfstak is de Teesside in Groot-Brittannië vooral bekend vanwege milieuvervuiling, werkloosheid en armoede.

## Geschiedenis
In de regio was al langer ijzer- en staalindustrie gevestigd en vanaf de Eerste Wereldoorlog vestigde zich ook chemische industrie aan de rivier. Het eerste chemische complex stond in Billingham en na de Tweede Wereldoorlog volgde een complex in Wilton. In de jaren zeventig vestigden zich diverse chemische fabrieken in Seal Sands. In de eerste helft van de 20e eeuw was de streek vooral bekend door de snelle economische groei, maar had ook sterk te lijden onder luchtvervuiling. Terwijl oudere industriële regio's als Liverpool reeds in de jaren vijftig en zestig met de eerste crisissymptomen te maken kregen, gold de Teesside in deze periode nog als groeiregio. De scheepswerven sloten weliswaar, maar er was nog volop werkgelegenheid in andere bedrijfstaken. Het grootste deel van de chemische industrie hoorde inmiddels tot het ICI-concern, terwijl de staalindustrie door British Steel werd gedomineerd. Vanaf de oliecrisis van 1973 liep de industriële productie in de regio drastisch terug. Tussen 1978 en 1984 schrapte British Steel 69% van de arbeidsplaatsen in de regio, terwijl de werkgelegenheid bij ICI tussen 1980 en 1984 met 30% terugliep. Van 1975 tot 1984 gingen in de industrie meer dan 60.000 arbeidsplaatsen verloren, terwijl er in de dienstensector slechts 4000 bij kwamen.
Sinds de jaren tachtig kent de regio hoge werkloosheidscijfers. Het graafschap Cleveland in de Teesside had destijds de hoogste werkloosheid van het Verenigd Koninkrijk, in sommige gemeenten boven de 30 %.